# Tmux
tmux — це програма мултиплексор віртуальних консолей, дозволяє легко перемикатись між кількома програмами в одному терміналі, від'єднуватись від програм, залишаючи їх у фоні, і приєднувати їх до іншого терміналу і багато іншого. Він є зручним інструментом для одночасного керування багатьма програмами з інтерфейсом командного рядка. tmux є альтернативою GNU Screen, проте розробляється активніше і використовує ліцензію BSD на відміну від GNU GPL v3 у GNU screen. При запуску tmux створює нову сесію з одним вікном і відображає його на екрані. Внизу екрану відображається лінія статусу з інформацією про поточну сесію, вона також використовується для введення інтерактивних команд.
Сесія tmux — це сукупність «псевдо-терміналів» під управлінням tmux, кожна сесія має одне або кілька «вікон» приєднаних до неї, вікно може бути розділене на кілька прямокутних «панелей», у кожній з яких міститься псевдо-термінал. Будь-яка кількість екземплярів tmux може приєднатись до однієї сесії і будь-яка кількість вікон може знаходитись у ній. tmux виходить при завершення всіх сесій.
Сесії tmux є стійкими і можуть пережити випадкові роз'єднання (наприклад роз'єднання ssh) або навмисне від'єднання (за допомогою комбінації клавіш CTRL+b d). Знову приєднатись до сесії можна за допомогою команди tmux attach.
tmux відображає сесії за допомогою клієнта і всі сесії управляються за допомогою єдиного сервера, клієнт і сервер є окремими процесами, комунікація яких відбувається через сокет, що міститься в директорії /tmp.

## Поєднання клавіш
tmux може керуватись з підєднаного клієнта, використовуючи комбінації клавіш, що починаються з префікса, стандартний префікс C+b (Ctrl+b), після якого натискається командна клавіша, клавіша-модифікатор (переважно Alt) позначена M
| Комбінація                                 | Опис                                                                    |
| ------------------------------------------ | ----------------------------------------------------------------------- |
| C-b                                        | Надіслати клієнтові команду-префікс                                     |
| C-o                                        | Перемкнутись на наступну панель у поточному вікні                       |
| C-z                                        | Призупинити tmux                                                        |
| !                                          | Винести панель у окреме вікно                                           |
| "                                          | Розділити поточну панель горизонтально навпіл                           |
| #                                          | Перелічити всі буфери вставлення                                        |
| $                                          | Перейменувати поточну сесію                                             |
| %                                          | Розділити поточну панель вертикально навпіл                             |
| &                                          | Знищити поточне вікно                                                   |
| '                                          | Вибрати вікно, ввівши його індекс                                       |
| ,                                          | Перейменувати поточне вікно                                             |
| -                                          | Видалити останній скопійований у буфер текст                            |
| .                                          | Перенести поточне вікно, інтерактивно вказавши індекс                   |
| 0 — 9                                      | Вибрати вікно з вказаним індексом                                       |
| :                                          | Викликати командний рядок tmux                                          |
| ;                                          | Повернутись до попередньої панелі                                       |
| =                                          | Інтерактивно вибрати, який буфер вставити                               |
| ?                                          | Показати всі поєднання клавіш                                           |
| D                                          | Інтерактивно обрати, який клієнт від'єднати                             |
| [                                          | Перейти у режим копіювання, щоб копіювати текст або переглядати історію |
| ]                                          | Вставити останній скопійований буфер                                    |
| c                                          | Створити нове вікно                                                     |
| d                                          | Відєднати поточний клієнт                                               |
| f                                          | Ввести текст для пошуку в поточному вікні                               |
| i                                          | Показати інформацію про поточне вікно                                   |
| l                                          | Перейти до попередньо відкритого вікна                                  |
| n                                          | Перейти до наступного вікна                                             |
| o                                          | Перейти до наступної панелі в поточному вікні                           |
| p                                          | перейти до попереднього вікна                                           |
| q                                          | Тимчасово показати індекси панелей                                      |
| r                                          | Примусово оновити поточний клієнт                                       |
| s                                          | Інтерактивно обрати нову сесію для клієнта                              |
| L                                          | Повернутись до попередньої підєднаної сесії                             |
| t                                          | Показати час у поточній панелі                                          |
| w                                          | Інтерактивно обрати вікно                                               |
| x                                          | Знищити поточну панель                                                  |
| {                                          | Поміняти місцями поточну панель з попередньою                           |
| }                                          | Поміняти місцями поточну панель з наступною                             |
| ~                                          | Показати попередні повідомлення від tmux                                |
| Page Up                                    | Увійти в режим копіювання і піднятись на один екран вверх               |
| Клавіші «Вверх», «Вниз», «Вліво», «Вправо» | Переміщення між панелями                                                |
| M-n                                        | Переміститись до наступного вікна з сигналом або маркером активності    |
| M-p                                        | Переміститись до попереднього вікна з сигналом або маркером активності  |
| M-o                                        | Поміняти місцями панелі поточного вікна у зворотньому напрямку          |
| C + «Вверх», «Вниз», «Вліво», «Вправо»     | Змінити розмір поточної панелі з кроком розміром 1 клітинка             |
| M + «Вверх», «Вниз», «Вліво», «Вправо»     | Змінити розмір поточної панелі з кроком розміром 5 клітинок             |

Всі комбінації клавіш можна змінити за допомогю команд bind-key і unbind-key. Щоб зробити зміни постійними, їх можна зберегти у конфігураційному файлі .tmux.conf у домашній директорії користувача.

## Функціональність
tmux володіє тим самим функціоналом що і GNU Screen, проте має багато додаткових можливостей, серед них можна виділити наступні:
- Використання клієнт-серверної архітектури, де кожен сервер використовує єдиний сокет і володіє багатьма сесіями, до яких можуть приєднуватись скільки завгодно клієнтів;
- Кращий командний інтерфейс, що дозволяє виконувати більшість команд tmux прямо з терміналу, це полегшує написання скриптів для tmux;
- tmux має багато буферів обміну;
- tmux може автоматично перейменовувати імена вікон відповідно до запущених у них програм;
- можливість використання клавіатурних схем vi та emacs;
- Можливість обмежити розмір вікна;
- Можливість пошуку по тексту у вікні;
- У tmux є поняття «вікно» і «панель», тоді як у GNU screen є тільки вікна. Кожне вікно може містити кілька панелей;
- Статусна лінія tmux легша для сприйняття і використання;
- Вихідний коди tmux більше відповідає сучасним стандартам, відповідно полегшуючи розширення;
- tmux обмежує розмір вікон розмірами терміналу.

## Зноски
1. ↑  tmux source code